# Livet-en-Saosnois
Livet-en-Saosnois ist eine französische Gemeinde mit 65 Einwohnern (Stand: 1. Januar 2022) im Département Sarthe in der Region Pays de la Loire; sie gehört zum Arrondissement Mamers und zum Kanton Sillé-le-Guillaume. Die Einwohner werden Livetains genannt.

## Geographie
Livet-en-Saosnois liegt etwa 41 Kilometer nördlich von Le Mans. Umgeben wird Livet-en-Saosnois von den Nachbargemeinden Ancinnes im Norden und Westen, Saint-Rémy-du-Val im Osten sowie Louvigny im Süden.

## Bevölkerungsentwicklung
| 1962                      | 1968 | 1975 | 1982 | 1990 | 1999 | 2006 | 2013 |
| ------------------------- | ---- | ---- | ---- | ---- | ---- | ---- | ---- |
| 95                        | 86   | 88   | 89   | 63   | 71   | 73   | 71   |
| Quelle: Cassini und INSEE |      |      |      |      |      |      |      |

## Sehenswürdigkeiten
- Kirche Saint-Martin mit Portal aus dem 11./12. Jahrhundert
- Haus La Chatterie aus dem 19. Jahrhundert